# Леон Романовський
Леон Романовський, також Божаволя-Романовський (нар. бл. 1800 — † 25 грудня 1882 в Славуті на Волині) — правник, геральдист, письменник.
Навчався в гімназії у Вінниці, ймовірно пізніше закінчив правничі студії. Відбув практику при подільському трибуналі, прапцював судовим захисником, а від 1840 року був правничим радником князів Санґушків у Славуті. Біля 1860 року впорядковував родинний архів Санґушків і розпочав працю над князівським родоводом. Останньої не завершив, але оприлюднив шерег геральдичних статей, посилаючись на архів, між ін. «До історії дому князів Острозьких і Любартовичів» (1871/1872), «Євстахій князь Санґушко» (1879), «Родовід графів Потоцьких гербу Пилява» (1882). Крім того був автором поетичних творів, припадкових і релігійних, між ін. «Радуйся Маріє»; опублікував гумореску «Пан Якуб Шпала» (1882).

## Оцифровані твори автора
- Chomorna: Na pamiątkę miłych odwiedzin hamerni 24 - 27 maja 1866 r. Jw. hr. Franciszkowi Karwickiemu od autora Kraków 1867. (пол.)
- Rodowód Potockich hrabiów herbu Pilawa: z podań historycznych, z autentyków, pamiętników rodzinnych, monografii i długoletnich własnych studyów zebrany / ułożył Leon Bożawola Romanowski, konserwator rodowego Książąt Sanguszków archiwum w Sławucie i wydał własnym nakładem w Warszawie. Warszawa 1882 (пол.)